# Wilhelm Fahlbusch (NS-Opfer)
Wilhelm Fahlbusch (* 14. Februar 1907 in Hannover; † 8. Juli 1933 ebenda) war ein deutscher Heizer und ein Opfer des Terrors der SA.

## Leben

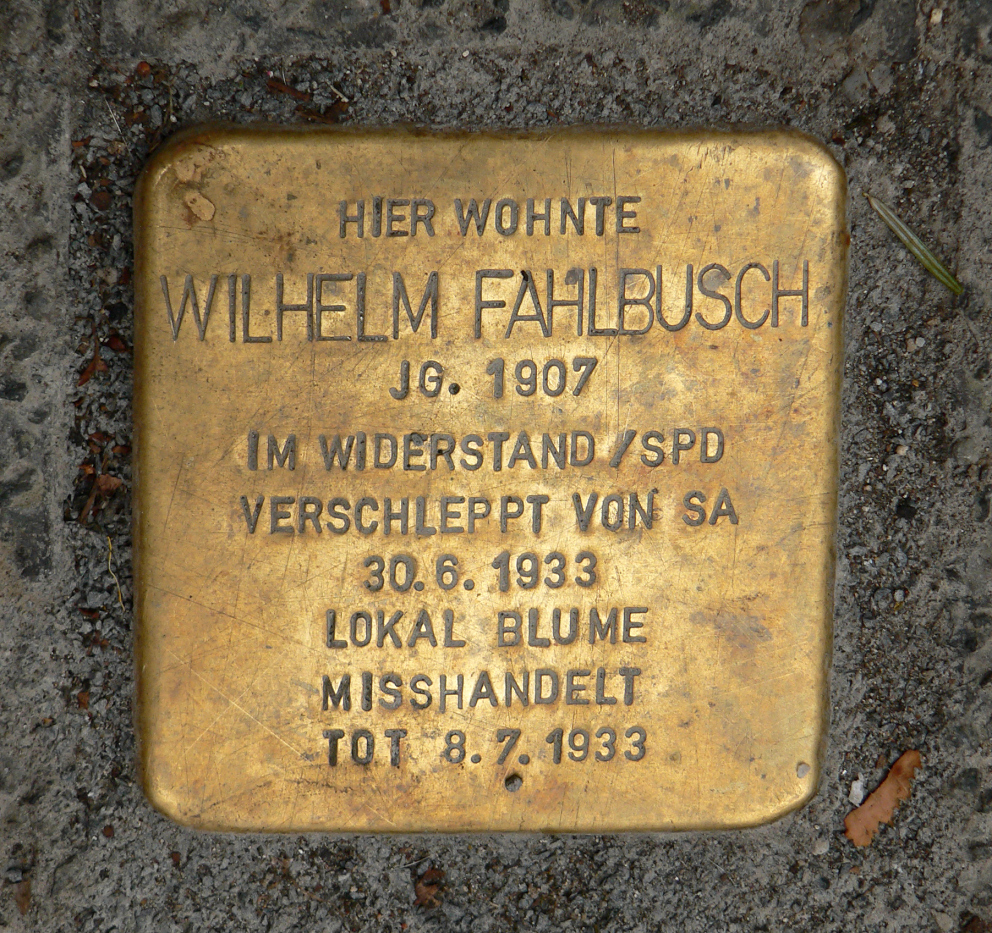
Stolperstein für Wilhelm Fahlbusch

Fahlbusch war Mitglied des Reichsbanners Schwarz-Rot-Gold, das im März 1933 verboten wurde. Er wohnte bei seinem Vater in einem Haus an der Seydlitzstraße. Am 30. Juni 1933 wurden u. a. Fahlbusch und sein Bruder Adolf Fahlbusch, von Beruf Feuerwehrmann, von Mitgliedern des SA-Sturms 13/73 unter dem Kommando von Sturmführer August Iven festgenommen. In dessen Sturmlokal, der Spichernhöhe an der Spichernstraße, wurde Fahlbusch misshandelt. Er erlag im Nordstadtkrankenhaus seinen schweren Verletzungen. Sein Bruder Adolf konnte von der Polizei befreit werden.
Zehn SA-Mitglieder wurden 1948 angeklagt und im November 1948 verurteilt, u. a. für die Tötung von Fahlbusch.

## Ehrungen

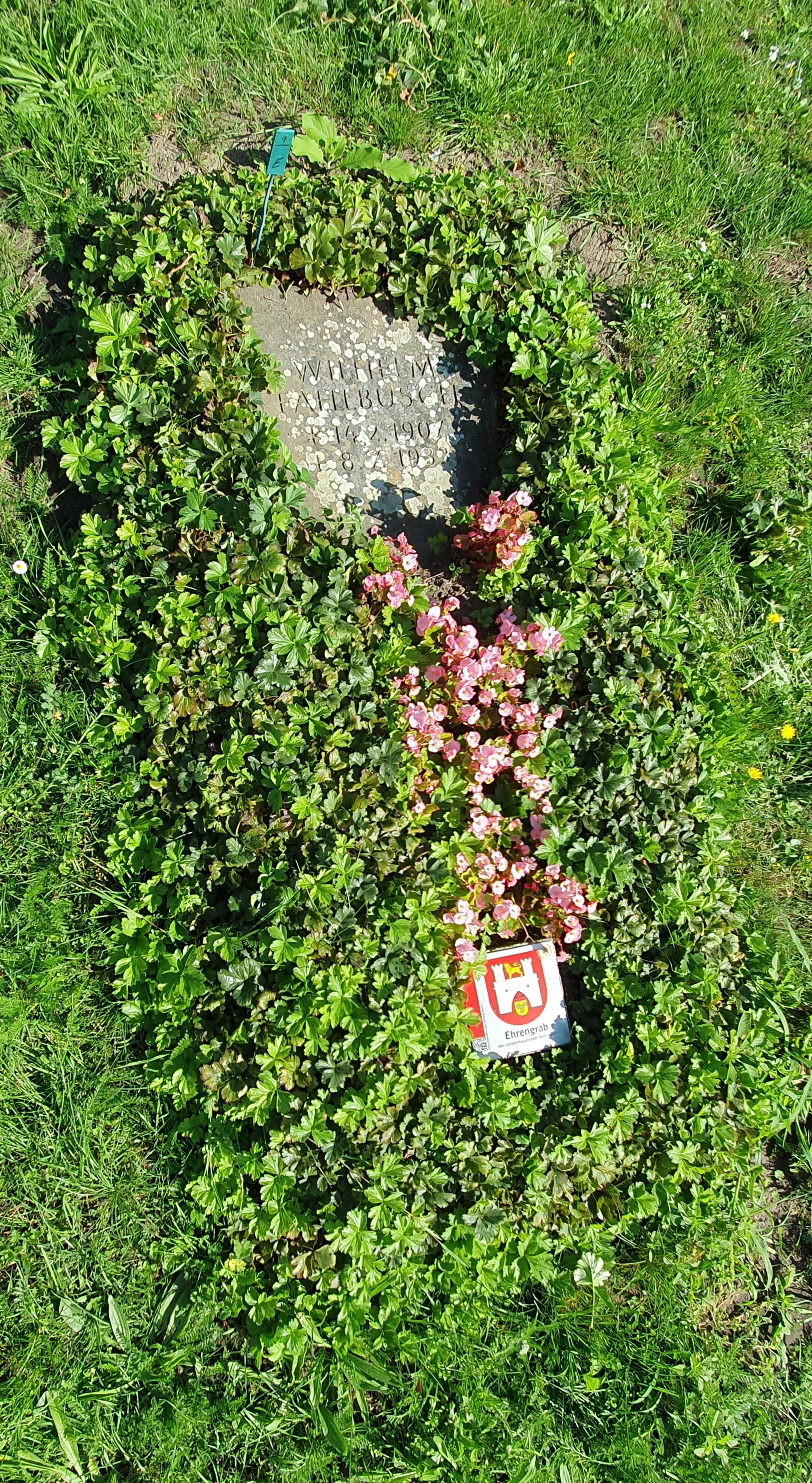
Ehrengrab auf dem Stadtfriedhof Seelhorst

- Ehrengrab der Stadt Hannover auf dem Stadtfriedhof Seelhorst (Abt. 9, Nr. 1380)[3]
- 1987: Die in Hannover-Mühlenberg neu erbaute Fußgängerbrücke zwischen Canarisweg und Anne-Frank-Weg trägt seinen Namen.